# Viscum ovalifolium
Viscum ovalifolium är en sandelträdsväxtart som beskrevs av Dc.. Viscum ovalifolium ingår i släktet mistlar, och familjen sandelträdsväxter. Inga underarter finns listade i Catalogue of Life.